# Diretor de sustentabilidade
Chief Sustainability Officer - CSO - é uma terminologia que segue o padrão de outras já conhecidas como CEO, CFO, CIO etc. Todas elas representam os principais líderes de uma empresa e suas respectivas responsabilidades perante toda organização. O Chief Sustainability Officer tem a missão de desenvolver estratégias de sustentabilidade dentro de uma empresa, como também sua visão perante essa nova competência que está, aos poucos, sendo assimilada e absorvida por Empresas de todos os tipos de atuação. Um diretor ou gerente de sustentabilidade deve se reportar para o CEO e ter a capacidade de interagir e se relacionar com todo os seus pares, como CFO, CIO, CCO etc para que a competência da sustentabilidade possa se permear por todas as áreas da empresa. As principais atribuições do líder em sustentabilidade são:
- Envolver todas as equipes internas, fornecedores, clientes, investidores e demais parceiros em prol da sustentabilidade;
- Ser um porta-voz da empresa perante aos seus accionistas;
- Acompanhar o que a concorrência está praticando em termos de sustentabilidade;
- Desenvolver políticas e diretrizes da empresa relacionadas com sustentabilidade;
- Acompanhar mudanças nos produtos e serviços da empresa para que os mesmos se adequem as necessidades de uso racional dos recursos naturais;
- Promover planos de ação para redução de resíduos e adequado descarte dos mesmos;
- Construir indicadores de desempenho ambiental;
- Garantir aderência as boas práticas e certificações como ISO14001, Sistemas de Gestão Ambiental e Controle das Emissões de Gases de Efeito Estufa;
- Implantar programas de compras sustentáveis perante aos fornecedores;
- Representar a empresa perante as entidades que discutem e desenvolvem o tema da sustentabilidade em seus mercados;
Para cada tipo de empresa e para cada segmento de mercado, a missão do CSO deverá ser flexível suficiente para adaptar-se as necessidades e particularidades de cada negócio. Por exemplo, numa instituição financeira, um Banco, o CSO deverá trabalhar com a área de marketing de produto para garantir que um financiamento para construção de um empreendimento seja acordado somente após uma avaliação formal do terreno, no sentido de garantir que o mesmo não esteja com qualquer dano de impacto ambiental. Dessa forma, o Banco garante estar isento de co-participação na construção de um empreendimento que venha a ser impactado por consequências relacionadas com danos ao meio-ambiente.

## Fonte
- The emergence of the Chief Sustainability Officer from Compliance Manager to Business Partner